# Psychrophrynella katantika
Espèce
Synonymes
- Phrynopus katantika De la Riva & Martínez-Solano, 2007

Statut de conservation UICN

 LC  : Préoccupation mineure
Psychrophrynella katantika est une espèce d'amphibiens de la famille des Craugastoridae.

## Répartition
Cette espèce est endémique de la province de Franz Tamayo dans le département de La Paz en Bolivie. Elle se rencontre dans les environs de Pelechuco entre 3 400 et 3 800 m d'altitude dans la cordillère d'Apolobamba.

## Description
Cette espèce mesure de 17,8 à 27,7 mm.

## Étymologie
Le nom de cette espèce vient du Nevado Katantika dans la cordillère d'Apolobamba.

## Publication originale
- De la Riva, 2007 : Bolivian frogs of the genus Phrynopus, with the description of twelve new species (Anura: Brachycephalidae). Herpetological Monographs, vol. 21, p. 241-277 (texte intégral).